# Esther Arroyo
María Esther Julia Arroyo Bermúdez, més coneguda com a Esther Arroyo, (Cadis, 29 de març de 1968) és una model, actriu i presentadora de televisió andalusa.

## Biografia
Va tenir el seu primer fill amb Francisco Mayor. Va contreure matrimoni en dues ocasions, la primera amb el míster Veneçuela José Faria i finalment amb el seu actual parella, Antonio Navajas, amb qui també ha tingut una filla.

### Accident de trànsit
En el matí del 10 d'octubre de 2008 va sofrir un greu accident que frustrà la seva trajectòria com a actriu i la va obligar a seguir durs processos de rehabilitació mèdica durant anys. El succés va ocórrer en la carretera N-340 a l'altura de Vejer de la Frontera (Cadis) quan anava amb cotxe acompanyada de la cantant Ana Torroja. Va ser traslladada a l'Hospital Universitari de Puerto Real amb trencament de tíbia i peroné. L'accident li va deixar greus seqüeles. Esther viatjava en un Chrysler Voyager conduït pel seu espòs, Antonio Navajas (al que anomenen familiarment "Fresquito"). Antonio va xocar frontalment amb una furgoneta Ford Transit. En el seient del copilot anava Esther, que residia en Tarifa on regentava l'hotel Casablanco juntament amb Ana. Ana viatjava en els seients posteriors al costat del seu marit Rafael Luque i al costat d'altres dos amics residents en Tarifa: Miguel Ángel Horga García i Ulisses de Assas Rodríguez. Tots realitzaven un viatge de plaer a Santander. Ulisses va morir poques hores després a l'Hospital de Puerto Real a conseqüència de les ferides sofertes en l'accident. Els altres ocupants dels vehicles implicats van sofrir ferides de diferent consideració però van sobreviure.
Al setembre de 2012, Esther Arroyo va anunciar la seva retirada completa de la vida pública per les seqüeles de l'accident i va sol·licitar la invalidesa permanent. Se la concediren el gener de 2013. Però no va ser fins a 2015 quan es va resoldre el judici, que va ser recorregut per la companyia Pelayo Seguros, la qual cosa va minvar la indemnització rebuda en primera instància en 133.000 €, per la part dispositiva amb sentència ferma de l'Audiència Provincial de Cadis. Aquest controvertit i extens procés judicial va suposar un greu perjudici per al matrimoni, pel qual van perdre el seu habitatge per desnonament, i en declaracions van arribar a afirmar "no tenim diners ni per a pagar la llum".

## Trajectòria
Va ser triada Miss Espanya en 1990. A partir d'aquell moment va començar la seva trajectòria en televisió i cinema, com a presentadora (Homo Zapping en la seva primera temporada) col·laboradora (Sabor a ti) i actriu. El seu debut interpretatiu va ser a la sèrie Más que amigos, encara que el seu paper més destacat va ser el d' Ali a la sèrie Periodistas, que va interpretar durant quatre anys. En 1996 va ser la pregonera del Carnestoltes de Cadis, la seva terra natal.
Més tard va participar en altres sèries, sent l'última Los Serrano, a la qual es va incorporar a l'abril de 2007. En la mateixa època va ser participant i finalista d'una de l'edicions del concurs de ball de La 1 ¡Mira quién baila! i presentadora del concurs El rey de la comedia (2007) a La 1, al costat d'Edu Soto. Durant 2008 va protagonitzar la sèrie espanyola La familia Mata.
En cinema ha col·laborat en la pel·lícula Atún y chocolate de Pablo Carbonell i el 2004 va ser la veu espanyola de Mirage a la pel·lícula Els increïbles.
A l'estiu de 2016 reapareix en televisió i torna a la vida pública per a col·laborar en la nova temporada d' Amigas y conocidas de TVE. A l'octubre de 2016 s'incorpora com a concursant de la cinquena edició de Tu cara me suena a Antena 3.
A més, al maig de 2017 fitxa per a col·laborar com a comentarista a Fantastic Dúo.

## Filmografia

### Pel·lícules
| Pel·lícules | Pel·lícules      | Pel·lícules | Pel·lícules             |
| Any         | Títol            | Personatge  | Notes                   |
| ----------- | ---------------- | ----------- | ----------------------- |
| 2004        | Atún y chocolate | Suripanta   | Paper secundari         |
| 2004        | Los Increíbles   | Mirage      | Paper de veu            |
| 2005        | Mentiras         | Natalia     | Pel·lícula de televisió |
| 2014        | Ra.Uno           | Sonia       | Paper de veu            |

### Sèries de televisió
| Sèries de televisió | Sèries de televisió     | Sèries de televisió | Sèries de televisió |
| Any                 | Títol                   | Personatge          | Notes               |
| ------------------- | ----------------------- | ------------------- | ------------------- |
| 1997                | Más que amigos          | Aitana              | 2 episodis          |
| 1998 - 2002         | Periodistas             | Alicia Rocha        | 113 episodis        |
| 2003                | 7 vidas                 | Sandra              | 1 episodi           |
| 2004 - 2005         | Un paso adelante        | Irene Miró          | 26 episodis         |
| 2007                | Como el perro y el gato | Patricia            | 3 episodis          |
| 2007                | Los Serrano             | Miriam              | 2 episodis          |
| 2008 - 2009         | La familia Mata         | Montse              | 22 episodis         |
| 2011                | Vida loca               | Ana Ferrán          | 20 episodis         |

### Programes de televisió
| Programes de televisió | Programes de televisió  | Programes de televisió | Programes de televisió |
| Any                    | Títol                   | Cadena                 | Notes                  |
| ---------------------- | ----------------------- | ---------------------- | ---------------------- |
| 1995                   | El trampolín            | Telecinco              | Copresentadora         |
| 1995                   | Mójate                  | Telecinco              | Presentadora           |
| 2002                   | Vídeos, vídeos          | Antena 3               | Presentadora           |
| 2003                   | Un canguro muy famoso   | Canal Sur              | Presentadora           |
| 2003 - 2004            | Homo Zapping            | Antena 3               | Presentadora           |
| 2003 - 2004            | Sabor a ti              | Antena 3               | Col·laboradora         |
| 2004                   | Ya es viernes... o ¿no? | Antena 3               | Col·laboradora         |
| 2005                   | Plan C                  | Telecinco              | Col·laboradora         |
| 2005 - 2006            | Gente de primera        | TVE                    | Presentadora           |
| 2007                   | ¡Mira quién baila!      | TVE                    | Concursant             |
| 2007                   | El rey de la comedia    | TVE                    | Presentadora           |
| 2007 - 2008            | Channel nº4             | Cuatro                 | Col·laboradora         |
| 2016                   | Amigas y conocidas      | TVE                    | Col·laboradora         |
| 2016 - 2017            | Tu cara me suena        | Antena 3               | Concursant             |
| 2017                   | Fantastic Dúo           | TVE                    | Comentarista           |
| 2017 - 2019            | Original y copla        | Canal Sur              | Jurat                  |
| 2019                   | Trabajo temporal        | TVE                    | Participant            |
| 2019                   | Arusitys Prime          | Antena 3               | Col·laboradora         |